# Léa Khelifi
Léa Khelifi (Strasburgo, 12 maggio 1999) è una calciatrice francese, centrocampista del Nantes.

## Carriera

### Club
Khelifi si appassiona al calcio fin da giovanissima, iniziando a giocare nelle formazioni giovanili del Behren-lès-Forbach dal 2005 al 2009, passando a L'Hôpital, per tornare poi nel 2010 al Behren-lès-Forbach e, nel periodo 2010-2014, al Forbach.
Dal 2014 si trasferisce al Metz, giocando inizialmente nella sua formazione giovanile U-19 e venendo aggregata alla prima squadra, che disputa la Division 2 Féminine, secondo livello del campionato francese, dalla stagione 2015-2016, condividendo con le compagne al termine della stagione il secondo posto e la promozione in Division 1.
Nominata tra le migliori speranze del campionato francese di trophées UNFP fin dalla stagione 2018-2019, Khelifi diventa oggetto dell'interesse di diversi club francesi, e nel giugno 2019, alla scadenza del contratto con il Metz, sottoscrive un accordo con il Paris Saint-Germain. Con il club parigino ha l'occasione per disputare per la prima volta la UEFA Women's Champions League, debuttando nella stagione entrante il 26 settembre, nell'incontro di ritorno dei sedicesimi di finale, giocando da titolare nel pareggio a reti inviolate con le portoghesi del Braga.
Alla fine del mese di settembre 2020 è stata ceduta in prestito al Digione.
L'11 maggio 2022 si trasferisce al Montpellier; mentre il 16 giugno 2025 viene acquistata dal Nantes.

### Nazionale
Khelifi inizia ad essere convocata dalla federazione calcistica della Francia fin dal 2015, per indossare dall'aprile di quell'anno prima la maglia della formazione Under-16 e nel settembre successivo quella della Under-17 dove debutta il 2 settembre nell'amichevole persa per 3-1 con le pari età della Germania. Nel marzo 2016 fa il suo debutto in una competizione ufficiale UEFA, in occasione della seconda fase di qualificazione al campionato europeo di categoria, scendendo in campo in tutti i tre incontri del gruppo C ma, con una vittoria (2-0 con l'Ungheria), un pareggio (1-1 con la Rep. Ceca) e una sconfitta (0-1 con l'Irlanda), la sua squadra non riesce ad accedere alla fase finale.
Dal 2017 passa alla Under-19, inserita in rosa con la squadra che disputa le qualificazioni all'Europeo di Svizzera 2018. Dopo essere stata impiegata nelle tre partite della prima fase, dove sigla una tripletta alle Fær Øer nel primo incontro vinto per 11-0 oltre ad altre due a Moldavia e Italia, e aver partecipato al Torneo di La Manga, dà il suo contributo per l'accesso alla fase finale nell'incontro del 7 aprile 2018 vinto 2-1 sulla Finlandia. Il tecnico Gaëlle Dumas la convoca anche nella fase finale dove la squadra, inserita nel gruppo A con Norvegia, Spagna e Svizzera, non riesce a essere competitiva riuscendo a pareggiare solo con le elvetiche e chiudendo all'ultimo posto venendo di conseguenza eliminata dal torneo. L'incontro del 24 luglio 2018, perso 2-1 con la Spagna, è anche l'ultimo in U-19 per Khelifi.
Nel 2018 è convocata dal tecnico Gilles Eyquem nella formazione Under-20 che disputa la Sud Ladies Cup, giocando tutti i tre incontri in programma per la sua nazionale che al termine del torneo si classifica al secondo posto dietro gli Stati Uniti.
Un anno più tardi vine chiamata per vestire la maglia della nazionale B (prima diventasse ufficialmente la under 23) prima nella Turkish Cup 2019 e poi nel Torneo di La Manga riservato alle formazioni U-23: sei per lei le presenze complessive tra febbraio e aprile di quell'anno.
Sempre del 2019 è la sua prima convocazione da parte del ct Corinne Diacre nella nazionale maggiore, inserita in rosa nell'amichevole del 7 settembre e vinta dalle Blues sulle avversarie della Spagna per 2-0, senza tuttavia essere impiegata.
Per il debutto deve attendere il 2021, schierata da Diacre nell'amichevole del 23 febbraio vinta per 2-0 sulla Svizzera quando rileva al 64' Grace Geyoro. In seguito, sempre quell'anno, la selezionatrice la impiega in altre due amichevoli e in occasione della fase a gironi della qualificazioni, nel gruppo I della zona UEFA, al Mondiale di Australia e Nuova Zelanda 2023, debuttando nella competizione UEFA in occasione della netta vittoria per 10-0 sulla Grecia del 17 settembre.

## Statistiche

### Presenze e reti nei club
Statistiche aggiornate al 16 giugno 2025.
| Stagione           | Squadra             | Campionato         | Campionato | Campionato | Coppe nazionali | Coppe nazionali | Coppe nazionali | Coppe continentali | Coppe continentali | Coppe continentali | Altre coppe | Altre coppe | Altre coppe | Totale | Totale |
| Stagione           | Squadra             | Comp               | Pres       | Reti       | Comp            | Pres            | Reti            | Comp               | Pres               | Reti               | Comp        | Pres        | Reti        | Pres   | Reti   |
| ------------------ | ------------------- | ------------------ | ---------- | ---------- | --------------- | --------------- | --------------- | ------------------ | ------------------ | ------------------ | ----------- | ----------- | ----------- | ------ | ------ |
| 2015-2016          | Metz                | D2                 | 7          | 4          | CF              | 2               | 0               | -                  | -                  | -                  | -           | -           | -           | 9      | 4      |
| 2016-2017          | Metz                | D1                 | 16         | 1          | CF              | 2               | 2               | -                  | -                  | -                  | -           | -           | -           | 18     | 3      |
| 2017-2018          | Metz                | D2                 | 16         | 5          | CF              | 1               | 0               | -                  | -                  | -                  | -           | -           | -           | 17     | 5      |
| 2018-2019          | Metz                | D1                 | 22         | 8          | CF              | 2               | 0               | -                  | -                  | -                  | -           | -           | -           | 24     | 8      |
| Totale Metz        | Totale Metz         | Totale Metz        | 61         | 18         | -               | 7               | 2               | -                  | -                  | -                  | -           | -           | -           | 68     | 20     |
| 2019-2020          | Paris Saint-Germain | D1                 | 7          | 2          | CF              | 3               | 2               | WCL                | 3                  | 0                  | SCF         | -           | -           | 13     | 4      |
| lug.-set. 2020     | Paris Saint-Germain | D1                 | 1          | 0          | CF              | -               | -               | WCL                | -                  | -                  | SCF         | -           | -           | 1      | 0      |
| 2020-2021          | Digione             | D1                 | 16         | 4          | CF              | 1               | 0               | -                  | -                  | -                  | -           | -           | -           | 17     | 4      |
| 2021-2022          | Paris Saint-Germain | D1                 | 12         | 5          | CF              | 1               | 0               | WCL                | 4                  | 2                  | -           | -           | -           | 17     | 7      |
| Totale Paris SG    | Totale Paris SG     | Totale Paris SG    | 20         | 7          |                 | 4               | 2               |                    | 7                  | 2                  |             | -           | -           | 31     | 11     |
| 2022-2023          | Montpellier         | D1                 | 9          | 1          | CF              | -               | -               | -                  | -                  | -                  | -           | -           | -           | 9      | 1      |
| 2023-2024          | Montpellier         | D1                 | 18         | 6          | CF              | 1               | 0               | -                  | -                  | -                  | -           | -           | -           | 19     | 6      |
| 2024-2025          | Montpellier         | PL                 | 20         | 4          | CF              | 1               | 0               | -                  | -                  | -                  | -           | -           | -           | 21     | 4      |
| Totale Montpellier | Totale Montpellier  | Totale Montpellier | 47         | 11         | -               | 2               | 0               | -                  | -                  | -                  | -           | -           | -           | 49     | 11     |
| 2025-2026          | Nantes              | PL                 | 0          | 0          | CF+CdL          | 0+0             | 0+0             | -                  | -                  | -                  | -           | -           | -           | 0      | 0      |
| Totale carriera    | Totale carriera     | Totale carriera    | 144        | 40         | -               | 14              | 4               | -                  | 7                  | 2                  | -           | -           | -           | 165    | 46     |

## Palmarès

### Club
- Campionato francese di seconda divisione: 1

Metz: 2017-2018
- Coppa di Francia: 1

Paris Saint-Germain: 2021-2022